# تیمیانکی دبسز
تیمیانکی دبسز (به لاتین: Tymianki-Dębosze) یک منطقهٔ مسکونی در لهستان است که در Gmina Boguty-Pianki واقع شده‌است.